# Sankt Egyden am Steinfeld
Sankt Egyden am Steinfeld osztrák község Alsó-Ausztria Neunkircheni járásában. 2019 januárjában 1979 lakosa volt. 

## Elhelyezkedése

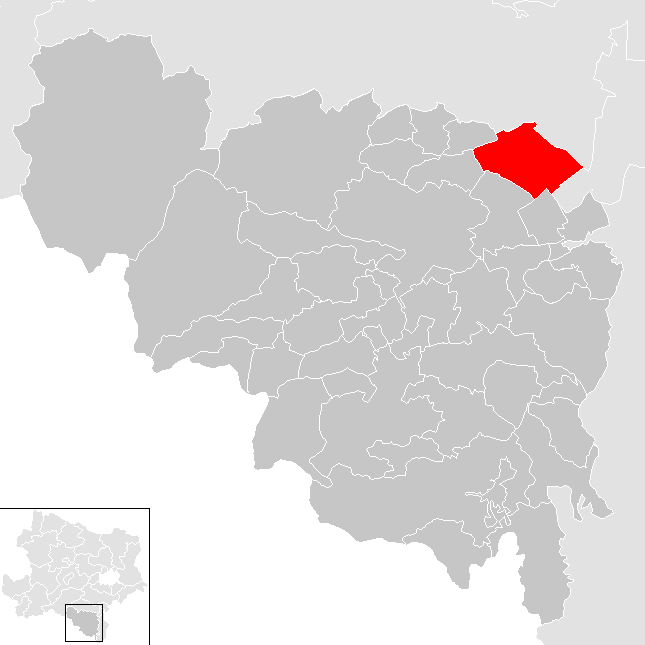
Sankt Egyden am Steinfeld a Neunkircheni járásban

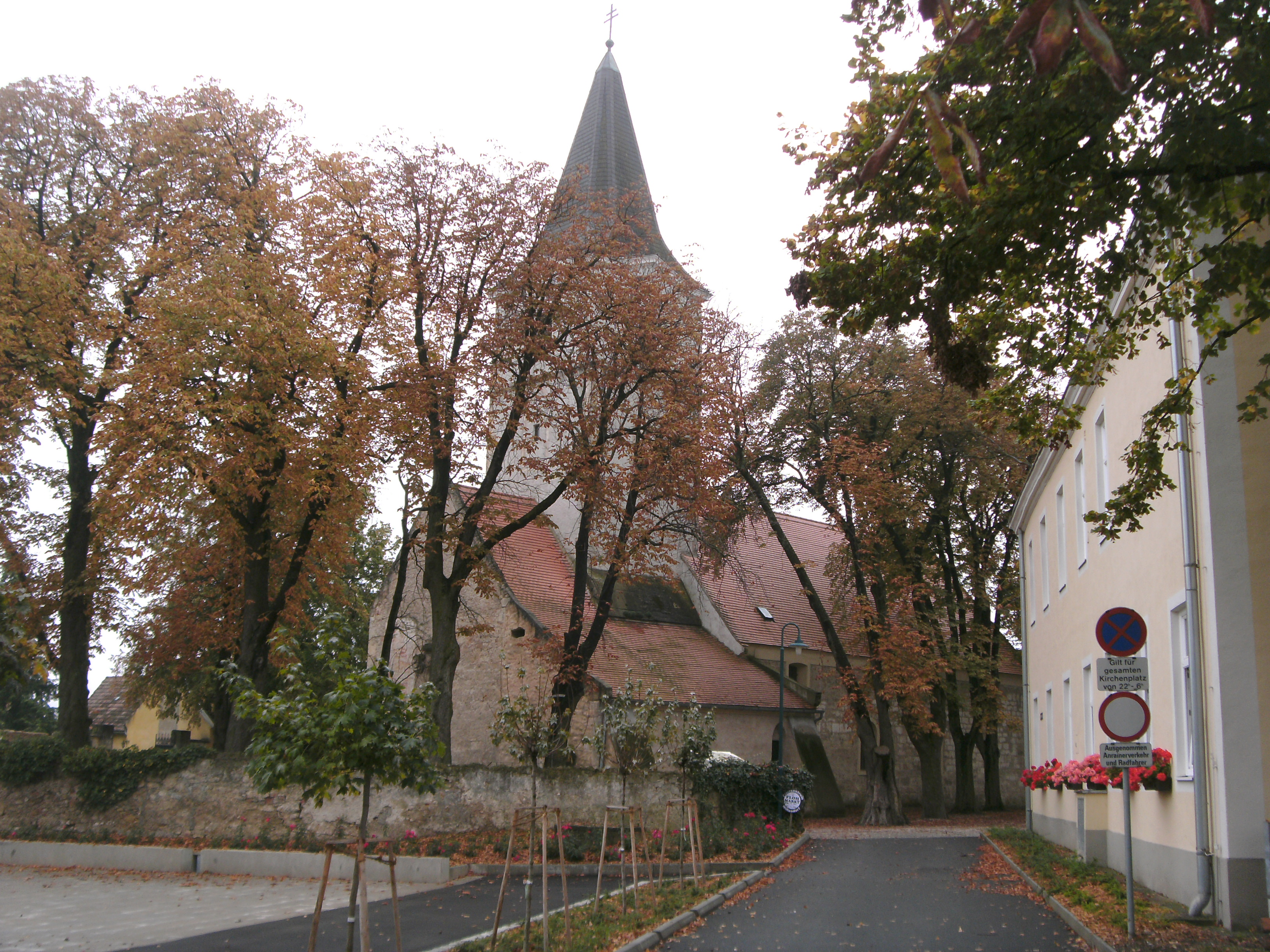
A Szt. Egyed-plébániatemplom

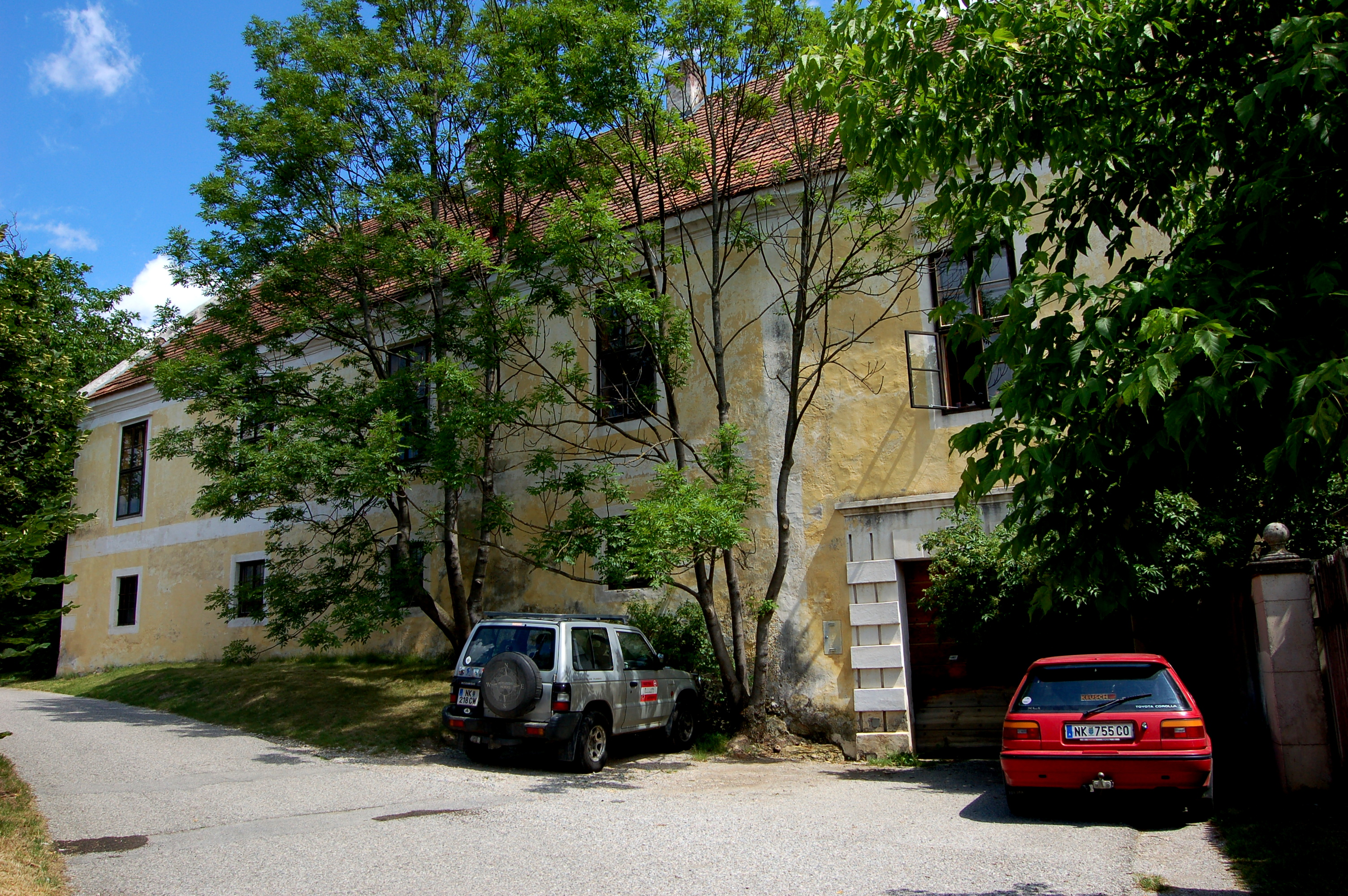
A saubersdorfi kastély

Sankt Egyden am Steinfeld Alsó-Ausztria Industrieviertel régiójában fekszik a Bécsi-medence délnyugati részén lévő Steinfelden, a Johannesbach folyó mentén. Területének 43,1%-a erdő. Az önkormányzat 5 településrészt illetve falut egyesít: Gerasdorf am Steinfeld (325 lakos 2019-ben), Neusiedl am Steinfeld (431), St. Egyden am Steinfeld (224), Saubersdorf (607) és Urschendorf (392). 
A környező önkormányzatok: délre Breitenau és Neunkirchen, délnyugatra Würflach, nyugatra Willendorf, északra Winzendorf-Muthmannsdorf és Weikersdorf am Steinfelde, északkeletre Bécsújhely. 

## Története
A község területe a római korban is lakott volt. 2008-ban egy majorság maradványait tárták fel a régészek. Egy római sírkövet is találtak korábban, de azt az 1970-es években ellopták. Itt haladt át a Savaria-Vindobona római út is. 
Egyházközsége sokáig Fischaunak volt alárendelve. A 15. században a falu akkori birtokosai, a Puchheimek Mátyás magyar király oldalára álltak, ezért Mátyás halála után III. Frigyes császár elvette tőlük a birtokot és a bécsi Szt. István-székesegyház kanonokjainak adományozta. A reformáció alatt a lakosok nagy része protestánssá, majd az ellenreformáció hatására ismét katolikussá vált. A falut Mátyás háborúi, a török háborúk és a Rákóczi-szabadságharc idején is kifosztották. 
Gerasdorf kastélya a Habsburgok tulajdonában volt; a második világháború után fiatalkorúak börtönévé alakították át. A 19. század közepén megépült a Déli vasút, amelynek legközelebbi állomása 5 km-re volt a falutól. 40 évvel később elkészült a Schneebergbahn, valamint csipkegyárat alapítottak Urschendorfban. Még a 19. században kiépült a Bécset ellátó vízvezetékrendszer. Ehhez kapcsolódóan a második világháború után itt készült el az ország legnagyobb magas-víztározója. 

## Lakosság
A Sankt Egyden am Steinfeld-i önkormányzat területén 2019 januárjában 1979 fő élt. A lakosságszám 1961 óta gyarapodó tendenciát mutat. 2017-ben a helybeliek 95,7%-a volt osztrák állampolgár; a külföldiek közül 1% a régi (2004 előtti), 2,4% az új EU-tagállamokból érkezett. 2001-ben a lakosok 81,2%-a római katolikusnak, 3% evangélikusnak, 1,1% mohamedánnak, 11,4% pedig felekezeten kívülinek vallotta magát. Ugyanekkor a német mellett (96%) a legnagyobb nemzetiségi csoportot a magyarok alkották 1,3%-kal (23 fő). 
| 2016 | 1 902 |
| 2018 | 1 924 |

## Látnivalók
- a Szt. Egyed-plébániatemplom
- a saubersdorfi kastély és kápolnája
- az urschendorfi kastély
- a volt gerasdorfi kastély barokk portálja
- a 18. századi Szt. Flórián-szobor

## Fordítás
- Ez a szócikk részben vagy egészben  a   St. Egyden am Steinfeld című német Wikipédia-szócikk ezen változatának fordításán alapul.  Az eredeti cikk szerkesztőit annak laptörténete sorolja fel. Ez a jelzés csupán a megfogalmazás eredetét és a szerzői jogokat jelzi, nem szolgál a cikkben szereplő információk forrásmegjelöléseként.